# 계획보장청구권
계획보장청구권(計劃保障請求權)이란 행정계획의 폐지, 변경에 대하여 당사자가 자신에게 유리하게 당초 행정계획의 존속이나 준수를 청구하고, 그러한 청구를 할 수 없어 계획의 개폐를 저지할 수 없는 경우 경과조치 등 대상조치를 청구하며, 이 역시 인정되지 못하거나 인정된다 하더라도 계획변경으로 인한 손해가 완전히 전보될 수 없는 경우에는 손해배상이나 손실보상을 청구할 수 있는 권리를 말한다. 계획보장청구권에 포함되는 권리에는 계획존속청구권, 계획이행청구권, 경과조치청구권 및 손실보상청구권이 있다.

## 계획존속청구권
계획의 개폐에 대항하여 계획의 존치를 주장할 수 있는 권리를 말한다. 이러한 청구권은 계획의 가변성과 합치되지 않으며 계획의 존속에 대한 사인의 이익보다 계획변경에 대한 공익이 우월할 수 있기 때문 계획폐지권한이 계획의 수권규정에 포함된다는 것도 근거가 될 수있다.

## 계획이행청구권
계획의 준수 및 집행을 청구하고 행정청의 계획위반적 행위에 대항할 수 있는 권리를 말한다.

## 경과조치청구권
행정계획에 따라 일정한 조치를 취하였으나 계획이 그 후 개폐되는 경우, 이로 인하여 재산상의 손해를 받게 될 자가 행정청에 대하여 경과조치를 청구할 수 있는 귄리이다.

## 손해전보청구권
행정계획으로 인한 손해 또는 손실의 전보에 관한 일반적인 규정은 없다. 계획의 개폐를 저지하지 못한 경우 국가 배상법 제 2조의 요건을 충족하는 경우에는 행정상 손해배상을 청구할 수 있으며, 특별한 희생이 발생한 경우에는 손실보상의 청구도 생각해볼 수 있다.

## 판례

### 원칙적 부정
- 도시계획법상 주민이 행정청에 대하여 도시계획 및 그 변경에 대하여 어떤 신청을 할 수 있음에 관한 규정이 없고, 도시계획과 같이 장기성, 종합성이 요구되는 행정계획에 있어서 그 계획이 일단 확정된 후에 어떠 사정의 변동이 있다고 하여 지역주민에게 일일이 그 계획의 변경 또는 폐지를 청구할 권리를 인정해 줄 수도 없는 것이므로 지역주민에게 도시계획시설(여객자동차정류장)의 변경, 폐지를 신청할 조리상의 권리가 있다고 볼 수 없다.[1]

### 예외적 긍정
- 국민의 적극적 신청행위에 대하여 행정청이 그 신청에 따른 행위를 하지 않겠다고 거부한 행위가 항고소송의 대상이 되는 행정처분에 해당하는 것이라고 하려면, 그 신청한 행위가 공권력의 행사 또는 이에 준하는 행정작용이어야 하고, 그 거부행위가 신청인의 법률관계에 어떤 변동을 일으키는 것이어야 하며, 그 국민에게 그 행위발동을 요구할 법규상 또는 조리상의 신청권이 있어야만 하는 바[2], 국토이용관리법상 주민이 국토이용계획의 변경에 대하여 신청을 할 수 있다는 규정이 없을 뿐만 아니라, 국토건설종합계획의 효율적인 추진과 국토이용질서를 확립하기 위한 국토이용계획은 장기성, 종합성이 요구되는 행정계획이어서 원칙적으로는 그 계획이 일단 확정된 후에 어떤 사정의 변동이 있다고 하여 그러한 사유만으로는 지역주민이나 일반 이해관계인에게 일일이 그 계획의 변경을 신청할 권리를 인정하여 줄 수는 없을 것이지만[3], 장래 일정한 기간 내에 관계 법령이 규정하는 시설 등을 갖추어 일정한 행정처분을 구하는 신청을 할 수 있는 법률상 지위에 있는 자의 국토이용계획변경신청을 거부하는 것이 실질적으로 당해 행정처분 자체를 거부하는 결과가 되는 경우에는 예외적으로 그 신청인에게 국토이용계획변경을 신청할 권리가 인정된다고 봄이 상당하다[4].

- 도시계획구역내 토지 등을 소유하고 있는 주민이 도시계획입안자에게 도시계획입안을 신청하는 경우[5], 문화재보호구역 내의 토지소유자가 문화재보호구역의 지정해제를 신청하는 경우 등에는 그 신청인에게 법규상, 조리상 행정계획변경을 신청할 권리가 인정된다[6]

## 같이 보기
- 행정계획